# Кузьминское (Харовский район)
Кузьминское — деревня в Харовском районе Вологодской области.
Входит в состав Харовского сельского поселения, с точки зрения административно-территориального деления — в Харовский сельсовет.
Расстояние до районного центра Харовска по автодороге — 20 км. Ближайшие населённые пункты — Стегаиха, Дресвянка, Погост Никольский.
По переписи 2002 года население — 27 человек (11 мужчин, 16 женщин). Преобладающая национальность — русские (89 %).